# Spatzenhausen
Spatzenhausen è un comune tedesco di 789 abitanti, situato nel land della Baviera.